# 18 Dywizja Ludwika Kamienieckiego
18 Dywizja Ludwika Kamienieckiego – wielka jednostka piechoty Armii Księstwa Warszawskiego.
U schyłku zimy 1812 roku nastąpiła kolejna reorganizacja Armii Księstwa Warszawskiego związana bezpośrednio z przygotowaniami do drugiej wojny polskiej. Wojsko Polskie nie stanowiło jednej zwartej całości. Było częścią składową Wielkiej Armii, w ramach której został sformowany polski V Korpus, a w jego składzie 18 Dywizja pod dowództwem gen. Ludwika Kamienieckiego.

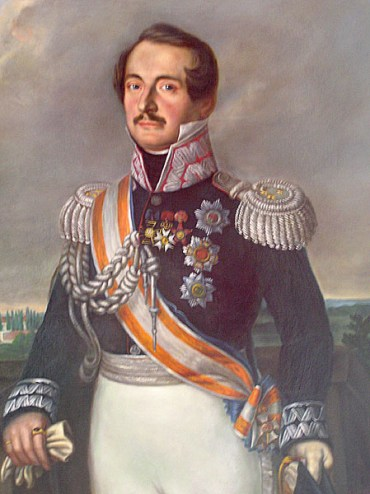
Antoni Paweł Sułkowski

Brygada Piechoty- gen. Michał Grabowski

## Struktura organizacyjna
- dowódca dywizji - gen. Ludwik Kamieniecki[1]

Sztab:
- szef sztabu - płk Nowicki

W sztabie pracowało 26 żołnierzy; w tym 20 oficerów
Oddziały:
1 Brygada Piechoty gen. Michała Grabowskiego
- 2 pułk piechoty
- 8 pułk piechoty

2 Brygada Piechoty gen. Stanisława Potockiego
- 12 pułk piechoty

20 Brygada Jazdy - gen. Antoni Paweł Sułkowski
- 5 pułk strzelców konnych
- 13 pułk huzarów

Brygada Jazdy wspólnie z innymi brygadami jazdy dywizji utworzyła później Dywizję Jazdy, której to dowództwo powierzono gen. Michałowi Ignacemu Kamieńskiemu.